# Choquinha-de-olho-branco
Formigueirinho-d'olho-branco ou choquinha-de-olho-branco (Epinecrophylla leucophthalma) é uma espécie de ave da família Thamnophilidae. It was formerly placed in the genus Myrmotherula.
Pode ser encontrada nos seguintes países: Bolívia, Brasil e Peru.
Os seus habitats naturais são: florestas subtropicais ou tropicais húmidas de baixa altitude.